# Elizabeth Keckley

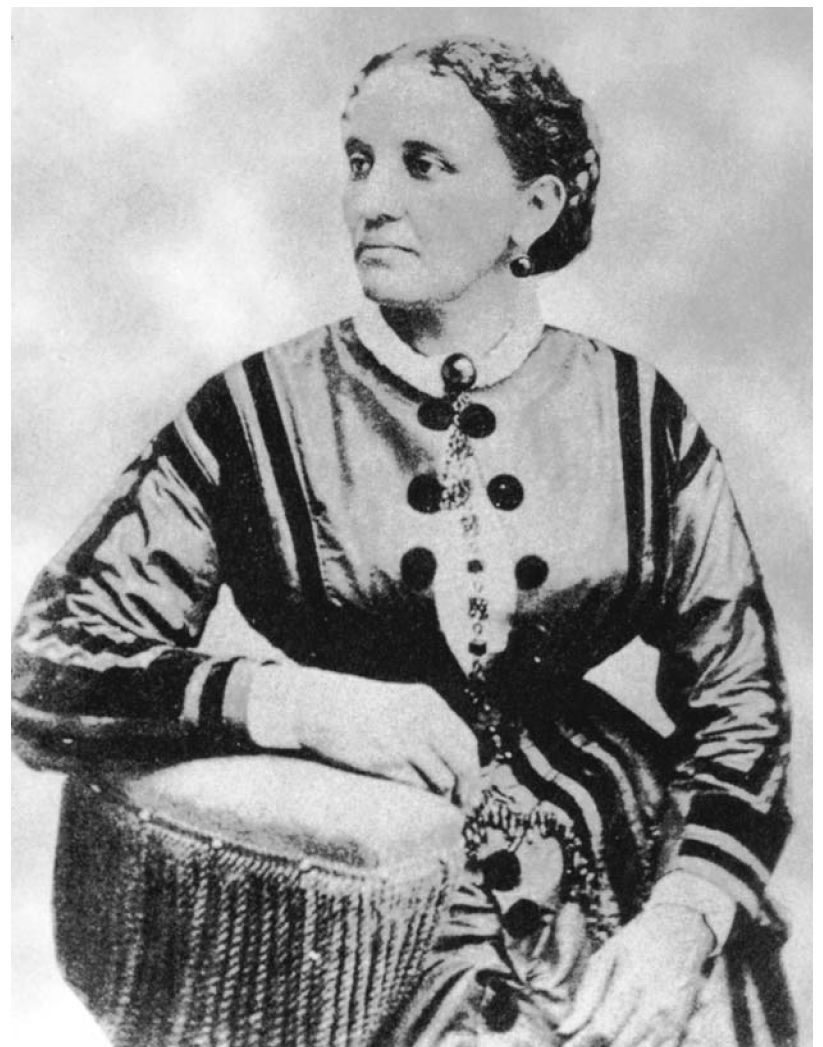
Elizabeth Keckley omkring 1870

Elizabeth Keckley, född Hobbs i februari 1818 i Dinwiddie Court House, Virginia, död 26 maj 1907 i Washington, D.C., var en afroamerikansk författare. Hon föddes som slav och vid 30 års ålder lyckades hon köpa sig själv och sin son fri. Under det amerikanska inbördeskriget blev hon Mary Lincolns sömmerska och efter kriget författare.

## Biografi
Elizabeth Keckley föddes som slav på överste Burwells gods nära Petersburg, Virginia. Hennes mor Agnes var husslav och fadern troligen George Pleasant Hobbs. Redan vid fyra års ålder blev hon barnvakt år fru Burwells spädbarn. Vid sju års ålder blev hon vittne till hur en liten pojke såldes. Familjens kokerska blev förtvivlad när hon förstod att hennes son skulle säljas. År 1832 skickades Keckley till prästen Robert Burwells hushåll i North Carolina. Byns skollärare piskade henne för att hon inte ville ha sex med honom.
Hon blev våldtagen vid 20 års ålder och födde sonen George 1839. Efter födelsen skickades hon till Ann Burwell Garland i Virginia och följde med familjen Garland till Saint Louis, Missouri 1847.

### Sömmerska

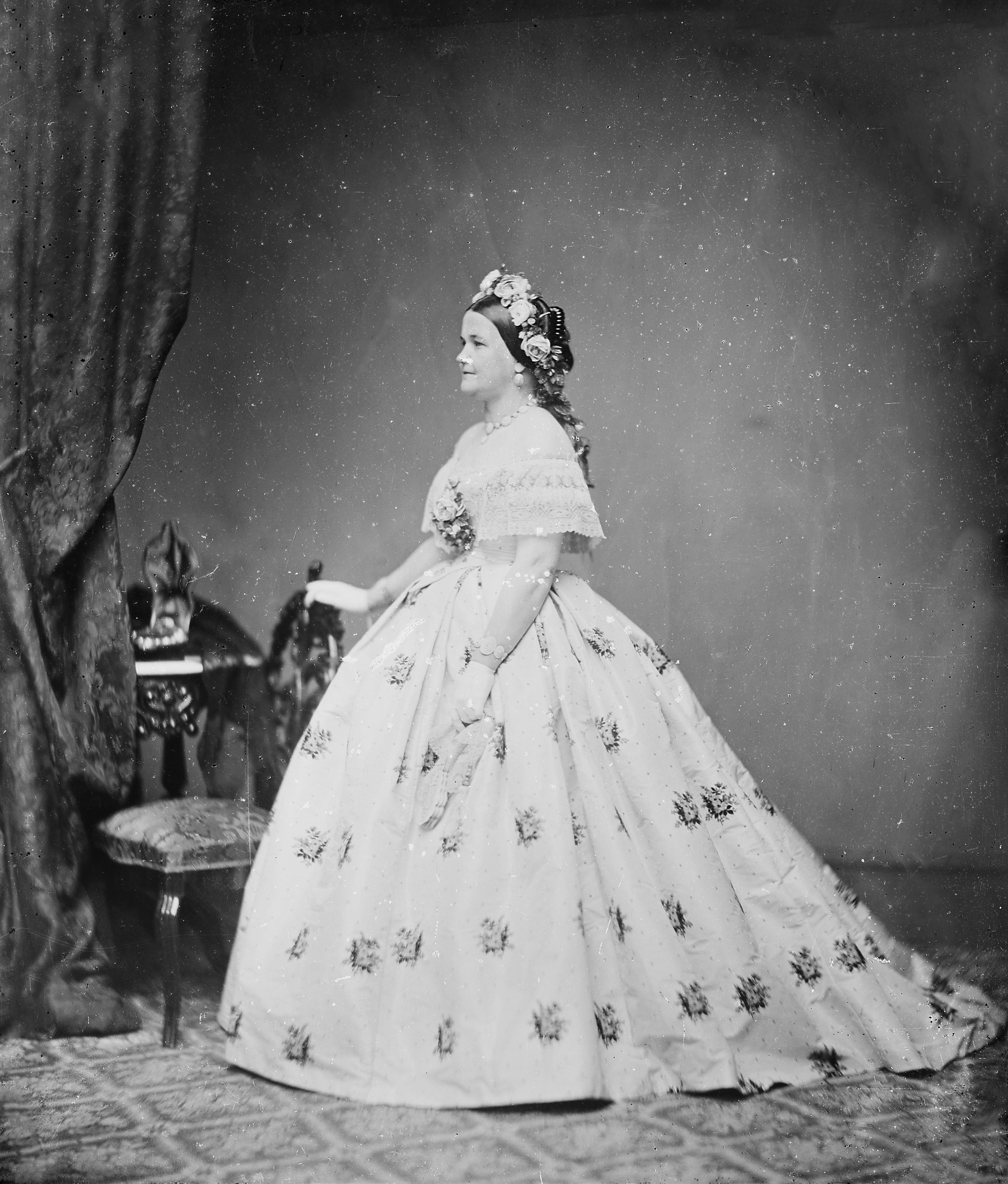
Mary Lincoln i en klänning av Keckley

Mamma Agnes lärde sin dotter att sy och redan i tonåren utmärkte sig Keckley som sömmerska. I Saint Louise fick hon arbeta som sömmerska och bidrog till familjen Garlands försörjning. Hon blev känd för sina vackra kreationer och stadens damer beställd dräkter hos Garlands. Keckley träffade en gammal bekant från Virginia, James Keckley och han ville gifta sig med henne. Men förutsättningen var att hon kunde köpa sig fri. Garland bestämde priset $1200 och hon fick låna beloppet av en dam i Saint Louise. Keckley och sonen George blev fria den 13 november 1855. Äktenskapet varade inte länge, hennes man var alkoholist och Keckley med sonen George reste till Washington, DC.

### Washington

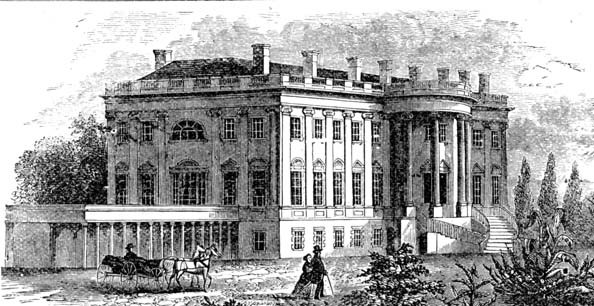
White-House

Keckley öppnade en syateljé i Washington 1860. Hennes erfarenheter från Saint Louise överklasskvinnor hjälpte henne att komma igång i huvudstaden. Hon fick beställning från Varina Davis, hustru till Jefferson Davis och Mary Anna Custis Lee, hustru till general Robert E. Lee. Mary Lincoln engagerade Keckley som sin privata sömmerska dagen innan hennes make installerades som president 1861. Denna position och vänskapen med fru Lincoln gav Keckley en unik inblick i Vita Huset och livet i huvudstaden.
Under inbördeskriget som startade i april 1861, strömmade många frigivna till Washington. Keckley grundade organisationen Contraband Relief Association för hjälpa fattiga tidigare slavar.

### Senare år
Keckleys son George tjänstgjorde i Nordstatsarmén och dog i tjänsten 1861. Själv fick hon en tjänst som textillärare vid Wilberforce University i Ohio 1892.
De sista åren levde Keckley i ett hem för utblottade afroamerikaner. Hon dog i maj 1907.

### Självbiografi

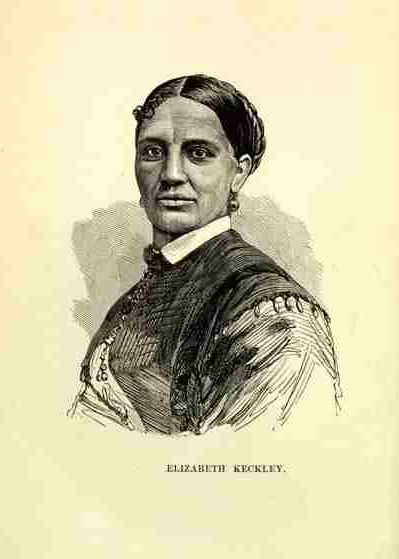
Gravyr ur Keckly’s självbiografi

Efter kriget skrev Keckley sin självbiografiska bok Behind the Scenes: Or, Thirty Years a Slave and Four Years in the White House (1868). Mary Lincoln tog illa vid sig över den beskrivningen av livet i Vita huset och deras vänskap upphörde. Även överklassen i Washington tog avstånd från Keckley och hon fick lägga ner sin syateljé.